# Comune di Ballerup
Ballerup è un comune danese di 48 231 abitanti situato nella regione di Hovedstaden.
Situato immediatamente ad ovest della città di Copenaghen, è ben collegato al centro della capitale, costituendo così un unico nucleo urbano.